# Mark Mitten
Mark Mitten (* 22. Januar 1958) ist ein US-amerikanischer Filmproduzent, der bei der Oscarverleihung 2018 eine Nominierung mit Steve James und Julie Goldman in der Kategorie „bester Dokumentarfilm“ für den Film Abacus: Small Enough to Jail erhielt.
Mittens Karriere begann Anfang der 2000er Jahre, als er für die Fernsehserie The Apprentice insgesamt 33 Episoden produzierte. Es folgte 2010 der Dokumentarfilm Making Big Plans: The Story of Chicago’s Olympic Dream, 2012 der Kurzfilm The Most American City und der Emmy nominierte Dokumentarfilm Life Itself.

## Filmografie (Auswahl)
- 2004–2005: The Apprentice (Fernsehserie, 33 Episoden)
- 2010: Making Big Plans: The Story of Chicago’s Olympic Dream (Dokumentarfilm)
- 2012: The Most American City (Kurzfilm)
- 2014: Life Itself (Dokumentarfilm)
- 2016: Abacus: Small Enough to Jail (Dokumentarfilm)
- 2022: A Compassionate Spy (Dokumentarfilm)